# Johan Borgen

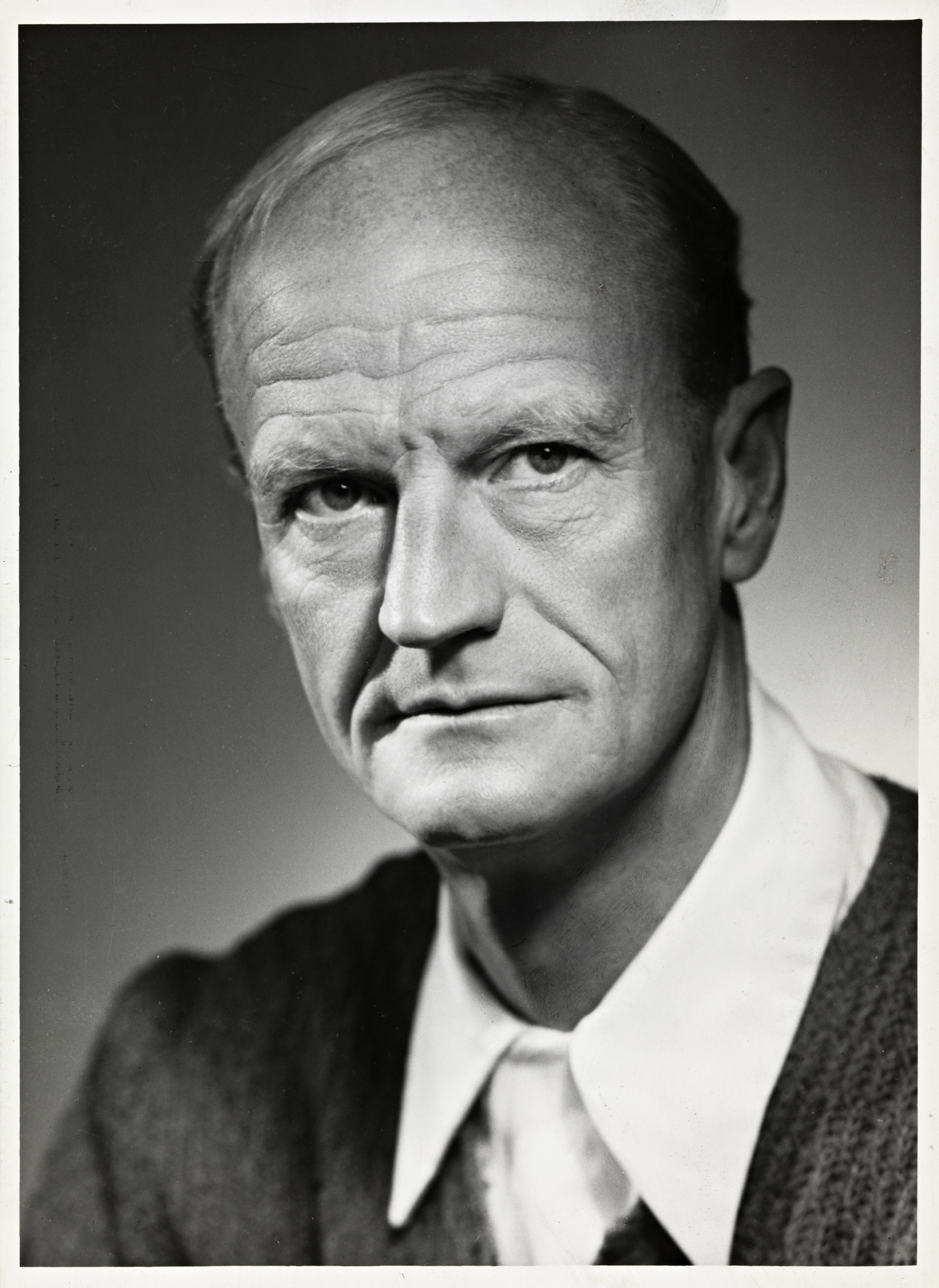

Johan Collett Müller Borgen (Kristiania, 28 de abril de 1902 – ibídem, 16 de octubre de 1979) fue un escritor, periodista y crítico literario noruego. Escribió en riksmål y usó el seudónimo Mumle Gåsegg sobre todo en sus artículos periodísticos el diario Dagbladet, durante la Segunda Guerra Mundial. 
Nació en el seno de una familia de clase media y se casó con Annemarta Borgen. Fue detenido por su activismo contra el nazismo y enviado a un campo de concentración. Sin embargo, logró escapar y huyó a Suecia. Entre 1954 y 1959, trabajó como editor de la revista literaria Vinduet.

## Premios
- 1945 Gyldendals legat
- 1955 Premio literario de la crítica noruega
- 1965 Doblougprisen
- 1965 Bokhandlerprisen por Lillelord
- 1967 Premio de Literatura del Consejo Nórdico